# Stéphane Landois
Stéphane Landois (3 de junho de 1994) é um ginete francês.

## Carreira
Ele foi medalhista de bronze no Ride For Thais Chaman Dumontceau no evento por equipes no Campeonato Europeu de Concurso Completo de Equitação de 2023, onde também ficou em sexto lugar no evento individual. Naquele ano, ele venceu o evento 4* Chatsworth na Grã-Bretanha, sua primeira vitória individual na Nations Cup, montando em Chaman. Ele foi medalhista de prata em Hermes Du Gevaudan no campeonato de seis anos no Campeonato Mundial de Criação de Equitação FEI WBFSH Lion D'Angers 2023.
Ele foi selecionado para competir nas Olimpíadas de Paris de 2024 em Chaman Dumontceau, um cavalo originalmente montado por seu amigo Thais Meheust, que faleceu após um acidente de montaria em 2019.